# Croton tsaratananae
Croton tsaratananae är en törelväxtart som beskrevs av Jacques Désiré Leandri. Croton tsaratananae ingår i släktet Croton och familjen törelväxter. Inga underarter finns listade i Catalogue of Life.